# Marius Činikas
Marius Činikas (Kėdainiai, 17 maggio 1986) è un ex calciatore lituano, di ruolo difensore.

## Carriera

### Club
In carriera ha giocato 13 partite nei turni preliminari delle coppe europee, di cui 4 per la Champions League e 9 per l'Europa League.

### Nazionale
Tra il 2005 e il 2008 ha giocato 9 partite con la nazionale lituana Under-21.

## Palmarès

### Club

#### Competizioni nazionali
- Campionato lituano: 3

FBK Kaunas: 2007
Sūduva: 2017, 2018
- Coppa di Lituania: 1

FBK Kaunas: 2007-2008